# 장영석 (연출가)
장영석은 대한민국의 텔레비전 드라마 연출감독이다.

## 드라마
- 2023년 SBS 금토 미니시리즈 《모범택시 2》 ... 공동연출
- 2025년 SBS 금토 미니시리즈 《트라이 : 우리는 기적이 된다》 ... 연출